# Laurel (Mississippi)
Laurel is een plaats (city) in de Amerikaanse staat Mississippi, en valt bestuurlijk gezien onder Jones County.

## Demografie
Bij de volkstelling in 2000 werd het aantal inwoners vastgesteld op 18.393.
In 2006 is het aantal inwoners door het United States Census Bureau geschat op 18.450, een stijging van 57 (0.3%).

## Geografie
Volgens het United States Census Bureau beslaat de plaats een oppervlakte van
40,9 km², waarvan 40,0 km² land en 0,9 km² water.

## Plaatsen in de nabije omgeving
De onderstaande figuur toont nabijgelegen plaatsen in een straal van 32 km rond Laurel.

## Geboren
- Leontyne Price (10 februari 1927), operazangeres
- Lee Calhoun (1933-1989), hordeloper en tweevoudig olympisch kampioen
- Ralph Boston (1939-2023), atleet
- Lance Bass (4 mei 1979), acteur en zanger